# Donja Trnava (okręg szumadijski)
Donja Trnava (cyr. Доња Трнава) – wieś w Serbii, w okręgu szumadijskim, w gminie Topola. W 2011 roku liczyła 772 mieszkańców.